# Кроличий тест
«Кроличий тест» (англ. rabbit test) — один из первых лабораторных тестов на беременность, разработанный в 1927 году Бернардом Цондеком и Зельмаром Ашхаймом. Мочу проверяемой женщины вводили крольчихе, а через несколько дней проверяли изменения в яичниках крольчихи: изменения происходили в ответ на гормон, вырабатываемой только в случае беременности. Этот гормон, хорионический гонадотропин (ХГ, ХГЧ; англ. hCG) вырабатывается при беременности и указывает на наличие оплодотворённого яйца; его можно обнаружить в крови и моче беременной женщины. Кроличий тест был распространённым биотестом на беременность. Данный способ довольно точно диагностировал беременность малого срока, при этом было необходимо довольно долгое время — не менее четырёх дней. Первое письменное упоминание термина «rabbit test» относится к 1949 году, словосочетание стало общепринятым в английском языке. Похожие тесты позднее проводились на лягушках и мышах. Шпорцевые лягушки (лат. Xenopus) используются для аналогичного «лягушачьего теста».
Современные тесты также проверяют наличие хорионического гонадотропина, однако благодаря прогрессу в медицине использование животных больше не требуется.
Существует распространённое заблуждение, что крольчиха после инъекции умирала только в случае беременности женщины. Фраза «крольчиха померла» (англ. the rabbit died) использовалась как эвфемизм, обозначая положительный результат теста. На самом деле, абсолютно все крольчихи умирали от вскрытия. Хотя операцию можно было провести и без летального исхода, обычно в этом не видели смысла.